# Peter Howard Gilmore

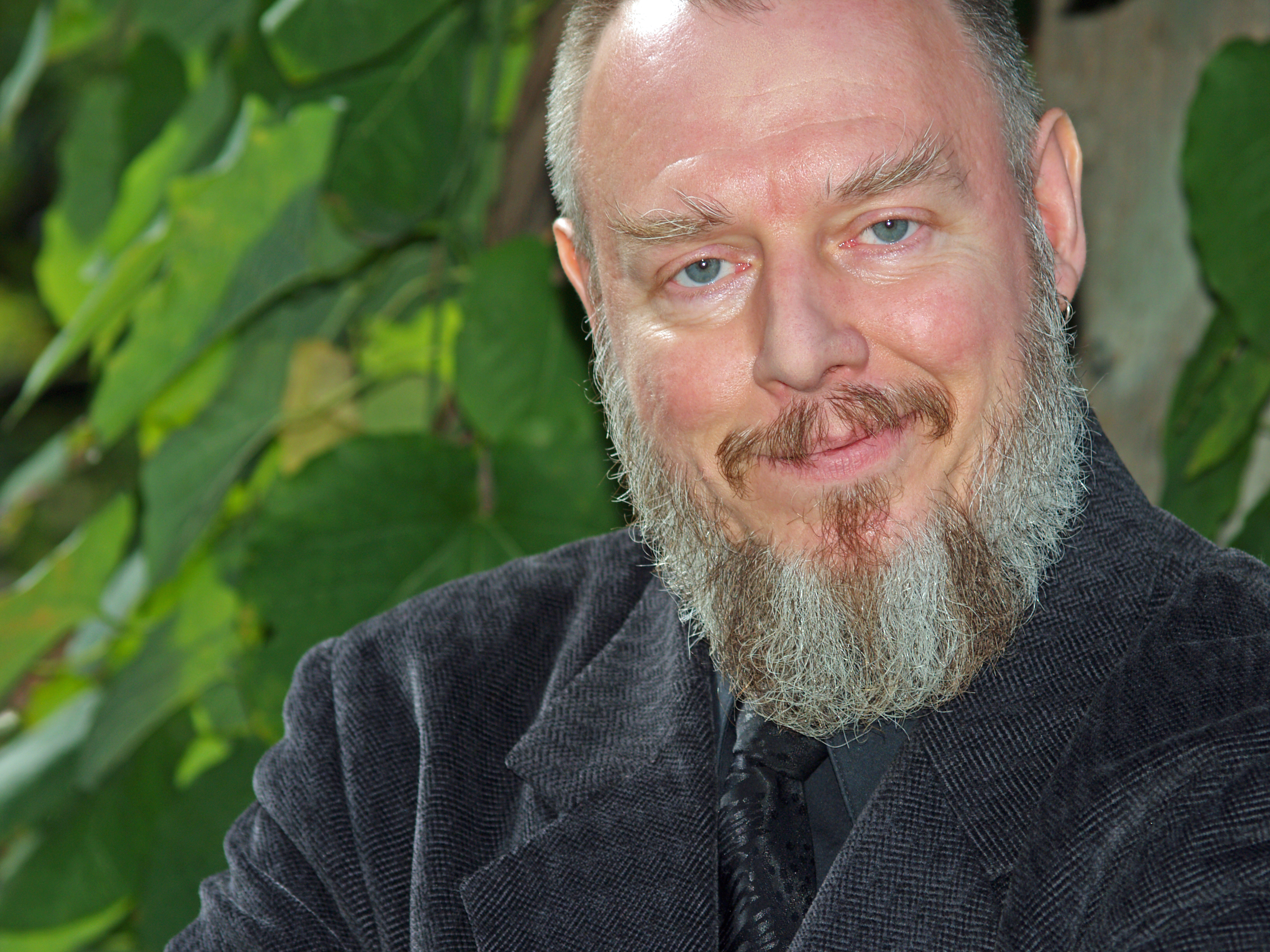
Peter H. Gilmore (2007)

Peter Howard Gilmore (* 24. Mai 1958) ist ein US-amerikanischer Autor, Musiker und seit 2001 Hohepriester der Church of Satan.

## Leben
Gilmore hielt sich in seiner Jugend in New York City auf und ging 1980 nach Hell’s Kitchen. Mit 13 Jahren las er die Satanische Bibel des Gründers der Church of Satan, Anton Szandor LaVey, und beschrieb die Kirche Satans als „die motivierende philosophische Bewegung seines Lebens“.
Ab 1989 publizierte er gemeinsam mit seiner Frau Peggy Nadramia bis 2005 sporadisch das satanische Journal The Black Flame („Die schwarze Flamme“). Außerdem schrieb Gilmore eine neue Einführung für LaVeys satanische Bibel und sein satanischer Essay wurde in der Enzyklopädie für Religion und Natur veröffentlicht.
Er wurde 2001 von Blanche Barton zum Hohenpriester der Kirche ernannt. Innerhalb der Kirche ist er als Magus Peter H. Gilmore, High Priest of the Church of Satan (Magus Peter H. Gilmore, Hohepriester der Kirche Satans) bekannt.
Als Repräsentator der Church of Satan wurde Gilmore in zahlreichen TV- und Radiosendungen zum Satanismus interviewt, unter anderem erschien er bei The History Channel, BBC, Sci-Fi-channel, Point of Inquiry und Bob Larson.
Gilmore ist außerdem Musiker und Komponist. Als solcher steuerte er Intros zu mehreren Veröffentlichungen der Band Acheron bei, die der Church of Satan nahesteht.

## Literarische Werke
- 2007: The Satanic Scriptures
  - Die satanischen Schriften, dt. von Andreas Diesel; Index-Verlag, Zeltingen-Rachtig 2009, ISBN 978-3-936878-14-1.

## Filmografie
- 1992: Death Scenes 2
- 1993: Death Scenes 3
- 1995: Speak of the Devil
- 2000: Satan in the Suburbs

## Diskografie

### Als Peter H. Gilmore
- 1997: Vlad Tepes auf Souvenirs From Hell, Cthulhu Records
- 2002: What Is Good? auf Lords of Chaos - The History of Occult Music, Prophecy Productions
- 2003: Threnody for Humanity

### Mit Acheron
- 1992: Rites of the Black Mass
- 1994: Messe Noir
- 1994: Lex Talionis
- 1995: Hail Victory
- 1996: Anti-god, Anti-christ
- 1998: Those Who Have Risen

### Mit Satori
- 2008: Contemptus Mundi